# Huiloapan de Cuauhtémoc
Huiloapan de Cuauhtémoc är en ort i Mexiko.   Den ligger i kommunen Huiloapan de Cuauhtémoc och delstaten Veracruz, i den sydöstra delen av landet, 220 km öster om huvudstaden Mexico City. Huiloapan de Cuauhtémoc ligger 1 289 meter över havet och antalet invånare är 4 125.
Terrängen runt Huiloapan de Cuauhtémoc är kuperad söderut, men norrut är den bergig. Huiloapan de Cuauhtémoc ligger nere i en dal. Runt Huiloapan de Cuauhtémoc är det ganska tätbefolkat, med 134 invånare per kvadratkilometer. Närmaste större samhälle är Orizaba, 6,9 km nordost om Huiloapan de Cuauhtémoc. I omgivningarna runt Huiloapan de Cuauhtémoc växer huvudsakligen savannskog.